# Elliot Handler
Isadore Elliot Handler (Chicago, 9 aprile 1916 – Los Angeles, 21 luglio 2011) è stato un imprenditore statunitense, cofondatore della Mattel, nota azienda produttrice di giocattoli.

## Biografia
Studiò design industriale presso l'Art Center College of Design, a Pasadena. 
Con la moglie Ruth generò una figlia chiamata Barbara (dal cui nome Elliot e Ruth presero ispirazione per il nome da dare alla famosissima bambola Barbie) e un figlio chiamato Kenneth, che morì a causa di un tumore al cervello nel 1994 (da lui trasse nome il fidanzato di Barbie, Ken) . Rimasto vedovo nel 2002, visse da solo fino al decesso, avvenuto nel 2011 per un'insufficienza cardiaca; aveva 95 anni.